# سحلباوات
السحلباوات (الاسم العلمي: Orchidoideae) هي أسرة من النباتات تتبع الفصيلة السحلبية من رتبة الهليونيات.

## التصنيف
- الكرانيشاوية
  - الكرانيشينة
    - الكرانيش

  - اللولوبينة
    - اللولوبة
- الديزاوية
  - الديزينة
    - الديزة

  - الكريكيونينة
    - الكريكيون
- الدايوراوية
  - الدايورينة
    - الدايورة